# Domnall Ier de Dalriada
Pour les articles homonymes, voir Donald.
Domnal Brecc de Dalraida roi des Scots de Dál Riata de 629 à 642.

## Origine
Domnall Brecc est un roi de Dalriada. Son surnom de « Tacheté », habituellement traduit par « Roux »  (anglais: the Freckled) , qui fait suite à celui de son père, Eochaid Buide, « Jaune »‘ (c'est-à-dire blond en anglais : the Yellow)  suggère un teint très clair pour les membres de cette famille.
Eochaid Buide meurt en 629. Son successeur, Connad Cear, est, selon un groupe de textes, un frère de Domnall, mais il est à l'évidence bien plus probable que Connad soit issu du Cenél Comgaill (c'est-à-dire du Cowal) une autre branche du Dalriada dans le nord de la Grande-Bretagne. Il meurt la même année en Irlande. Son successeur est réputé être son fils Ferchar mac Connaid, mais il y a aussi une évidence pour que le règne de Ferchar ne débute que plus tard et que le successeur immédiat de Connad soit Domnall Brecc.
En 622 Domnall est réputé avoir combattu à Cend Delgthen, probablement dans le royaume de Mide dans le cadre d'un conflit interne entre les Uí Néill du sud. Ses motivations sont inconnues mais il s'agit de la seule bataille demeurée dans les mémoires, dans laquelle il se trouve du côté des vainqueurs.

## Règne
Une entrée d'annales mal placées, qui peut appartenir à  635, relève une  défaite de Domnall Brecc « in Calathros », apparemment un district près du Loch Awe. En 637 Congal Cáech, le « Haut Roi d'Ulaid » dans le nord-est de l'Irlande, est attaqué par le chef des Uí Néill du nord, Domnall mac Áedo. Domnall Brecc est son allié, mais cette alliance, contraire aux clauses du traité de Drunceat se termine par une défaite navale des coalisés au large du Kintyre et par la bataille de Magh Rath (Moira) dans le comté de Down qui voit le triomphe des Uí Néill du nord sur la coalition d’Ulaid. Cette défaite incite les ennemis du roi en Irlande à soutenir un prétendant en la personne du fils de Connad Cear, Ferchard mac Connaed qui règne alors sur la partie irlandaise du royaume.
Après 637 il n'y a plus de mention de Domnall Brecc en Irlande. En 638 on trouve la  bataille de « Glenn Mureson »  dans laquelle les « gens de Domnall Brecc tombent »; le lieu est non identifié mais il se trouve en Écosse.
Son dernier combat est mené en décembre de 642 ou 643 à Strathcarron, à l'est des collines de  Kilsyth, contre Hoan, roi de des Bretons de Dumbarton, un descendant collatéral de Rhydderch Hael. Un fragment d'un panégyrique versifié, Y Gododdin, indique que Domnall est tué « après avoir brûlé une cité des Bretons », et ajoute, avec une note d'exaltation, quand un barde breton célèbre dans un poème la victoire du « petit-fils de Nwython » que « la tête de Dyfnwal Frych (Domnall) [est] rongée par les corbeaux ». La cause de ce conflit est inconnue, mais elle se place peut-être dans le contexte d'un combat pour la suprématie entre le Dál Riata et Dumbarton.
Adomnan ne manque pas de souligner dans la Vie de Saint Colomba que du fait de la défection du petit-fils d'Áedan, envers le petit-fils d'Ainmerech, -contraire aux engagements pris lors de Convention de Druin Ceat- les scots sont « sous le joug des étrangers depuis cette époque jusqu'à ce jour », c'est-à-dire la fin du VIIe siècle. Contrairement au Duan Albanach et aux Synchronismes de Flann Mainistreach, les listes latines des rois de Dalriada comme la  « Cronica Regum Scottorum » enregistrent d'ailleurs un blanc d'une cinquantaine d'années entre le règne de « Dovenald filius Eochid » et celui de Fergar Longus Malgré ces défaites et cette catastrophe finale ce roi laisse le souvenir d’un puissant et illustre guerrier.

## Postérité
Domnall laisse au moins deux fils: Cathusach, qui meurt en 650, et Domangart mac Domnaill, qui règne de 660 à 673 et qui est l'ancêtre des rois de Dalriada et d'Écosse postérieurs.